# Gabeca Pallavolo 2011-2012
Questa voce raccoglie le informazioni riguardanti la Gabeca Pallavolo nelle competizioni ufficiali della stagione 2011-2012.

## Organigramma societario
Area direttiva
- Presidente: Giulia Gabana
- Vicepresidente: Daniela Sangalli
- Amministratore: Silvia Goglione
- Team manager: Enrico Marchioni
- Segreteria generale: Irene Caprì, Barbara Corsini
- Direttore sportivo: Enrico Marchioni

Area tecnica
- Allenatore: Emanuele Zanini
- Allenatore in seconda: Marco Fenoglio
- Assistente allenatori: Cristian Zanchi
- Scout man: Matteo Carancini

Area comunicazione
- Ufficio stampa: Ettore Galbussera

Area sanitaria
- Medico: Claudio Benenti
- Preparatore atletico: Vanny Miale
- Fisioterapista: Sebastiano Cencini

## Rosa
| N° | Nome               | Ruolo | Data di nascita   | Nazionalità sportiva |
| -- | ------------------ | ----- | ----------------- | -------------------- |
| -  | Emanuele Zanini    | All   | 15 aprile 1965    | Italia               |
| 1  | Todor Aleksiev     | S     | 21 aprile 1983    | Bulgaria             |
| 2  | Edoardo Ciabattini | L     | 18 settembre 1989 | Italia               |
| 3  | Salvatore Rossini  | L     | 13 luglio 1986    | Italia               |
| 4  | Tsimafei Zhukouski | P     | 18 dicembre 1989  | Croazia              |
| 5  | Kevin McKniff      | C     | 29 maggio 1987    | Stati Uniti          |
| 6  | Facundo Conte      | S     | 25 agosto 1989    | Argentina            |
| 7  | Miloš Nikić        | S     | 31 marzo 1986     | Serbia               |
| 8  | Marcello Forni     | C     | 11 agosto 1980    | Italia               |
| 9  | Marco Molteni      | S     | 3 settembre 1976  | Italia               |
| 11 | Simone Buti        | C     | 19 settembre 1983 | Italia               |
| 12 | Sean Rooney        | S     | 13 novembre 1982  | Stati Uniti          |
| 13 | Tamás Kaszap       | P     | 21 marzo 1991     | Ungheria             |
| 14 | Luciano De Cecco   | P     | 2 giugno 1988     | Argentina            |
| 15 | Mauro Gavotto      | O     | 16 aprile 1979    | Italia               |
| 16 | Konstantin Shumov  | C     | 15 febbraio 1985  | Finlandia            |
| 17 | Nikos Roumeliōtīs  | O     | 12 ottobre 1978   | Grecia               |
| 18 | Carlo Mor          | C     | 11 giugno 1989    | Italia               |